# Мельник, Игорь Кириллович

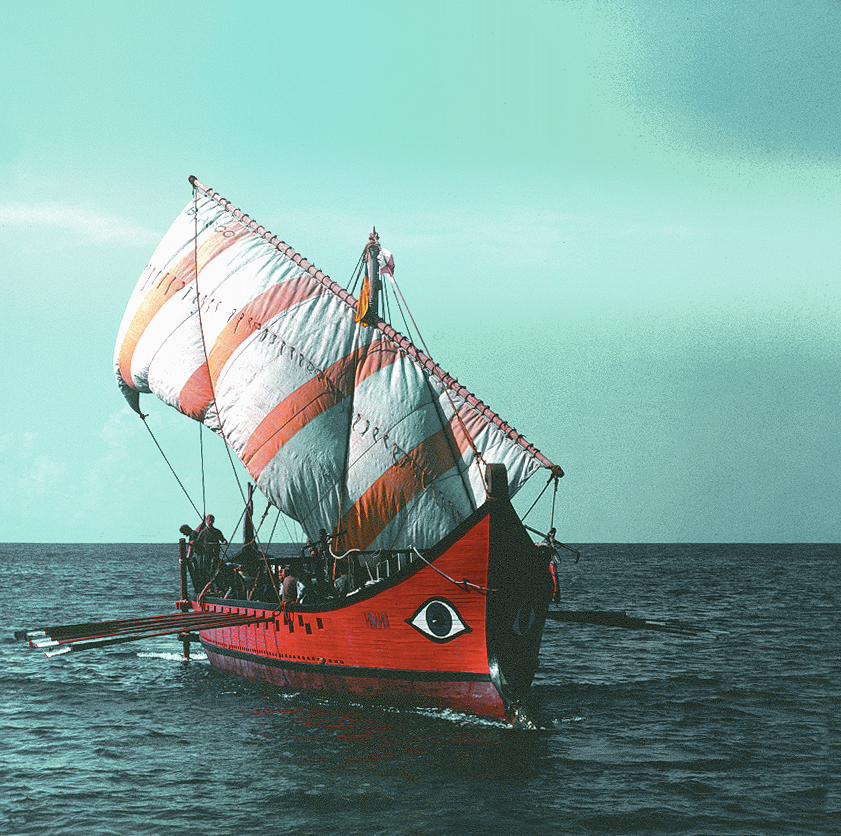
«Ивлия» в Бискайском заливе

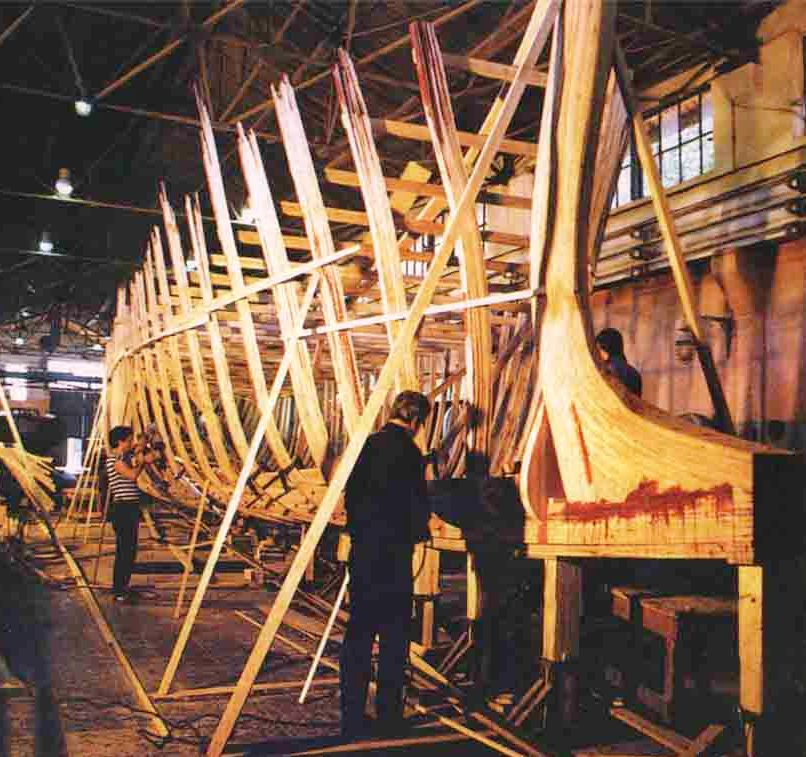
Строительство "«Ивлии» на Судоверфи № 1 ВМФ СССР, п.Лазаревское, Сочи

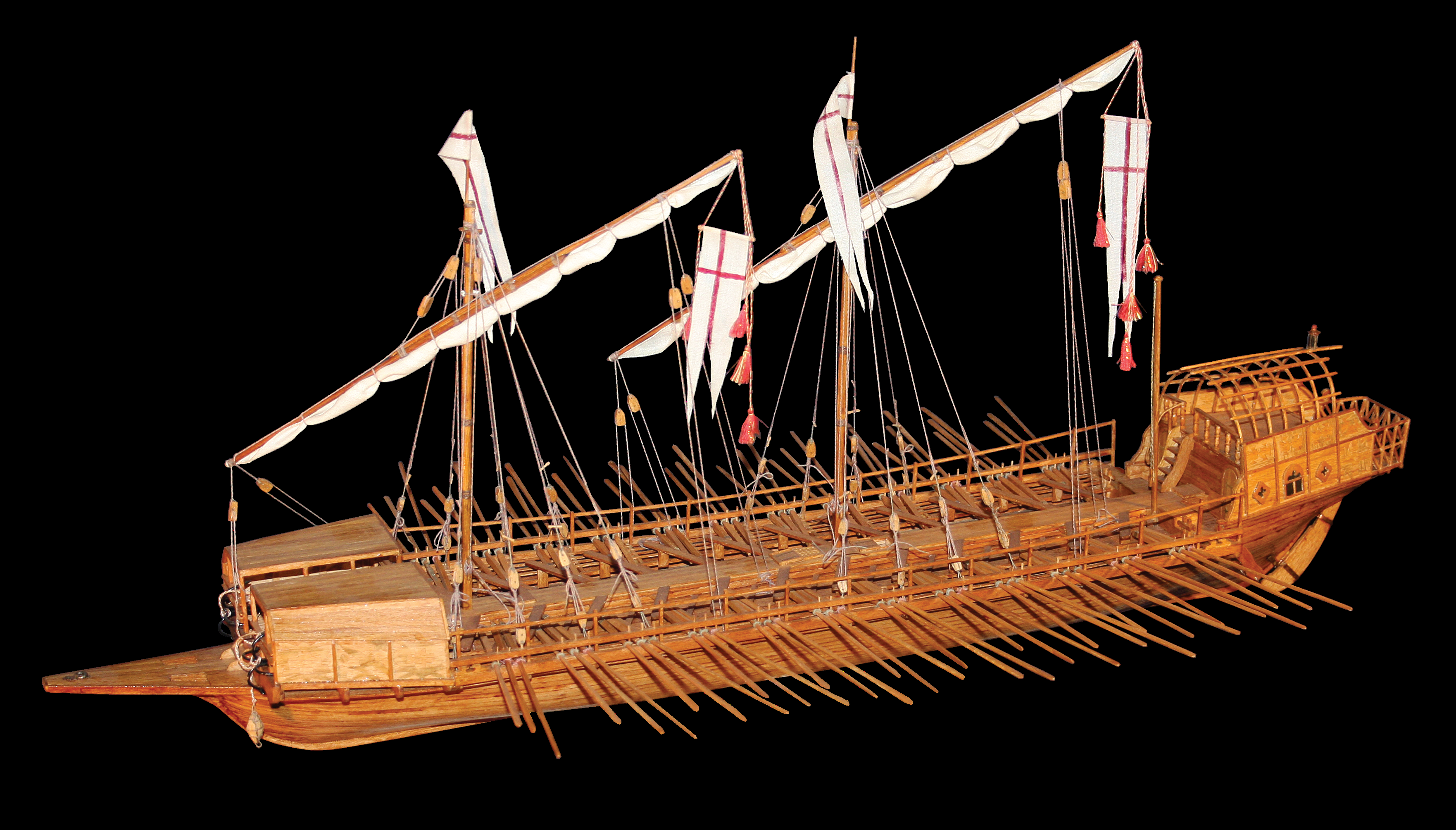
Модель средневековой генуэзской галеры «Джинестра».

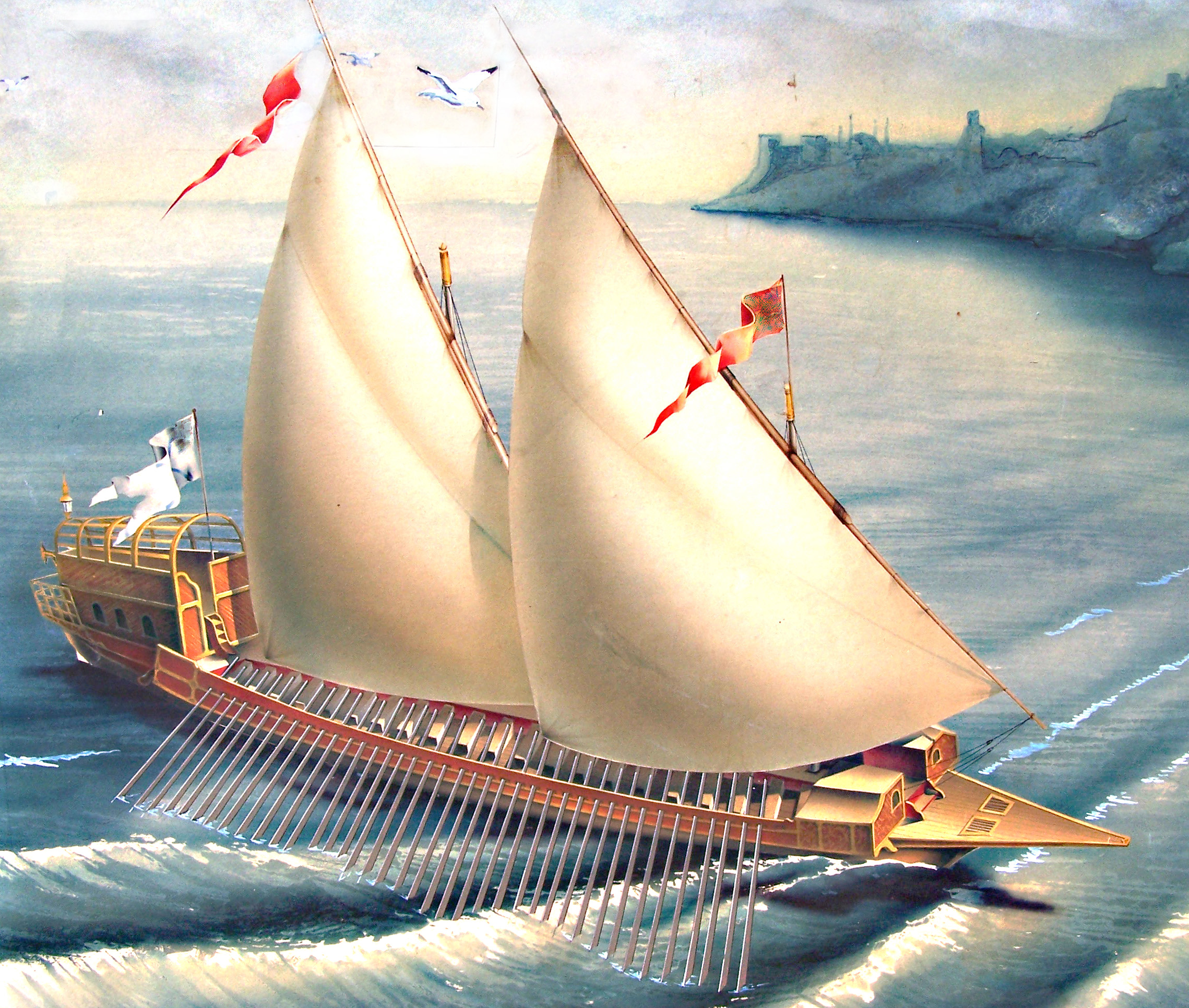
Архитектурный проект средневековой генуэзской галеры «Джинестра».

«Одесса». Реконструкция средневекового торгового полакра.

Игорь Кириллович Мельник — естествоиспытатель-путешественник, писатель, доктор исторических наук, автор научных проектов и научно-популярных трудов по реконструкции кораблестроения и мореплавания Древнего мира и Средневековья.

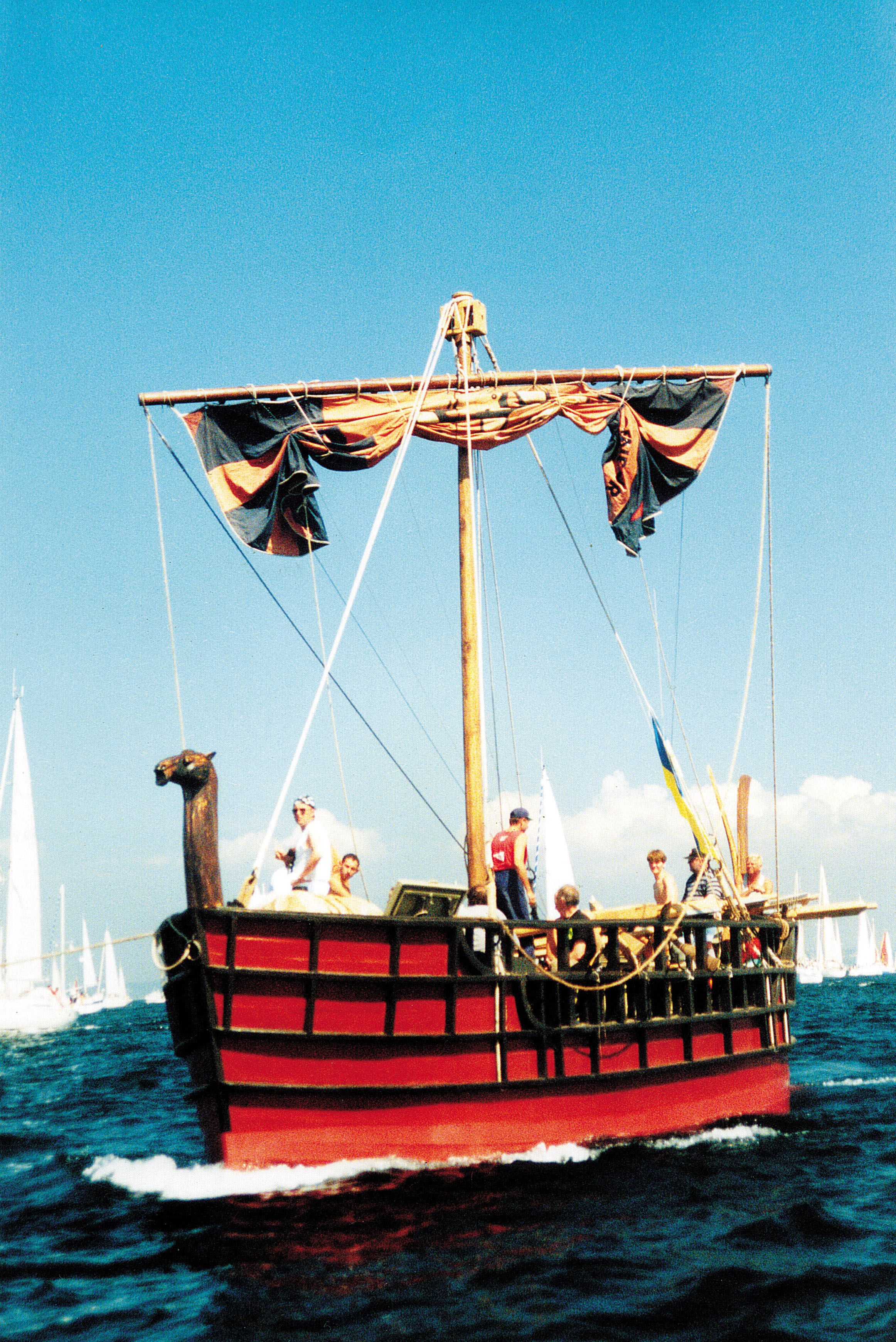
«Мелькарт» в Бискайском заливе.

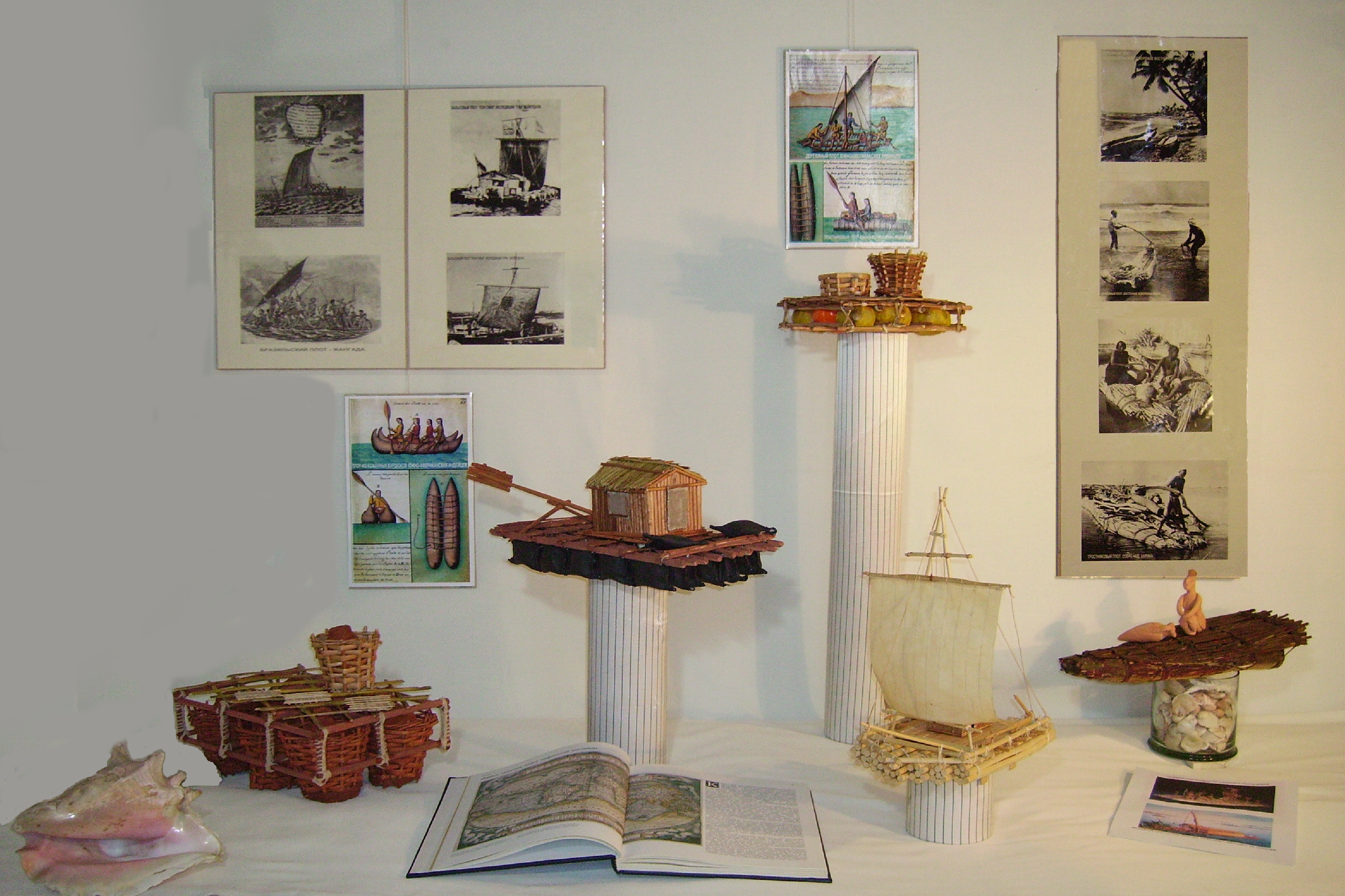
Одна из витрин выставки «История древнего мореплавания и кораблестроения. Опыт реконструкций», посвящённая бальсовым плотам и походам Тура Хейердала.

Вестник экспедиции «Черное море». Пилотный выпуск. Август 1989 год. Автор титульного листа народный художник России Леонид Герасимов.

## Биография
Родился 1 октября 1961 года в Одессе. В 1978 году окончил среднюю школу № 36. Сразу после окончания школы поступил и в 1983 году окончил Одесский институт инженеров Морского флота  по специальности — инженер-механик. С детства увлекался историей транспорта, в особенности древним мореплаванием. В 1988 году организовал комплексную научную экспедицию на о. Змеиный, фактически первую после 1968 года. Именно там родилась идея реконструкции античной гребной галеры. Вся дальнейшая судьба Игоря Мельника была связана с реконструкциями кораблей минувших эпох и проведением на них плаваний маршрутами древних мореходов. В 1992 году Игорь Мельник окончил исторический факультет Одесского государственного университета им. И. И. Мечникова. В 2004 году Игорь Мельник защитил докторскую диссертацию по теме: «История древнейшего мореплавания. Опыт реконструкций».

## Основные проекты
Под руководством Игоря Мельника осуществлены реконструкции древних кораблей:
- 1988—1992 год — реконструкция античной диеры «Ивлия», и проведение на ней экспедиций в соответствии с древними периплами в Чёрном, Эгейском, Средиземном морях и Атлантическом океане.[3].

- 1992—1993 год — реконструкция (архитектурный проект) средневековой генуэзской галеры «Джинестра»[4].

- 1992—1996 год — реконструкция средневекового торгового парусника полакра «Одесса» и проведение на нем экспедиций в соответствии с средневековыми торговыми маршрутами в Чёрном море, а также по рекам Дунай, Майн и Рейн[5].

- 1999—2003 год — реконструкция финикийского торгового парусника «Мелькарт» и плавание на нём в Бискайском заливе и вдоль атлантического побережья Европы в соответствии с путешествием карфагенского мореплавателя Гимилькона.

- 2002—2004 год — реконструкция серии архаичных лодок. В эти годы были построены и испытаны долблённый чёлн «Персей» и долблённый чёлн с набойными бортами «Одиссей», тростниковая лодка «Фера», каркасная лодка «Меотида» и месопотамская плетеная «корзина» для плавания «Тигр».

- 2005—2010 год — на однодеревом набойном челне «Одиссей» были совершены экспедиции маршрутами «народов моря» по реке Дунай и Чёрному морю.

- 2010—2013 год — проведена реконструкция славянской ладьи «Анна Ярославна». Ладья была представлена на морском фестивале старинных судов «Брест 2012» (Франция).

- 2014—2017 год — осуществлена реконструкции корабля времен Крито-Микенской цивилизации — «Кадм», на котором был проведено ряд экспедиций в Чёрном море.

По итогам реконструкций и экспериментальных плаваний в 2010 году вышла обобщающая монография Игоря Мельника.
За годы работы автором собран богатейший исторический материал, который лёг в основу выставки: «История древнего мореплавания и кораблестроения. Опыт реконструкций». Экспозиция была представлена в Европе во время плаваний корабля-музея полакра «Одесса» в 1994—1996 годах. В 2000—2004 годах демонстрировалась в Одесском Археологическом музее, была представлена в Германии в 2012 году и вновь в 2016—2019 годах в Одессе (Пороховая башня Карантинной стены, ЦПКиО имю Т. Г. Шевченко). Выставка состоит из 32 разделов-витрин, основу, каждой из которых, составляют модели древних кораблей, их детализированные разрезы и сечения, описание методов строительства, дополненное картами, чертежами и книгами, а также подтверждённое большим количеством артефактов, как-то: якоря, керамика, древние изделия из бронзы, стекла и железа, а также полномасштабных реконструкций традиционных лодок и судов одесского залива (черноморская шаланда, баркас, дубок, фелюга, дунайский каюк, ял и др.).

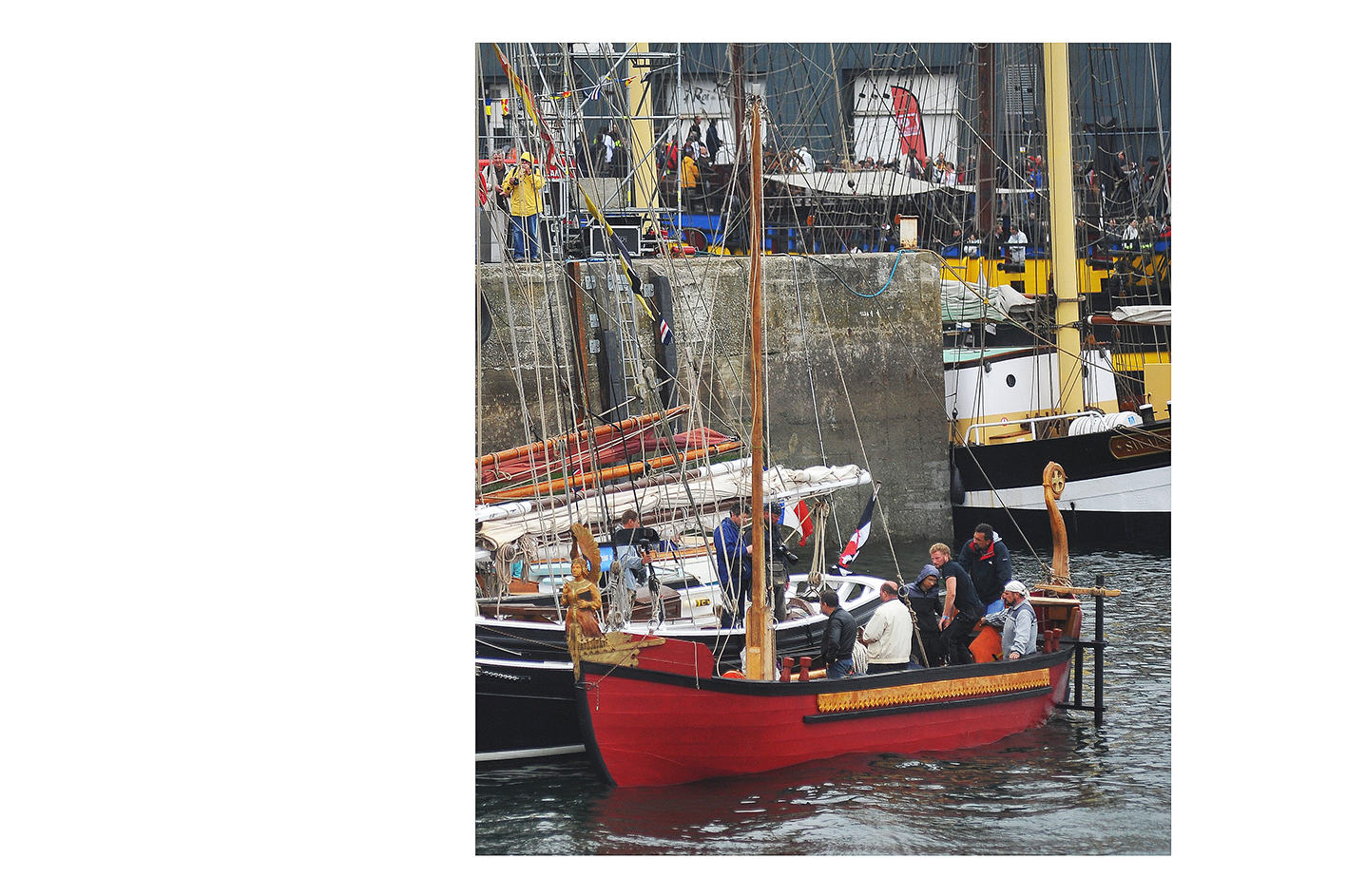
Реплика древнерусской лодьи «Анна Ярославна»

Игорь Мельник автор рядакниг и монографий по истории древнего кораблестроения и мореплавания, а также нескольких научно-популярных документальных фильмов серии «Путешествие в прошлое».

## Галерея

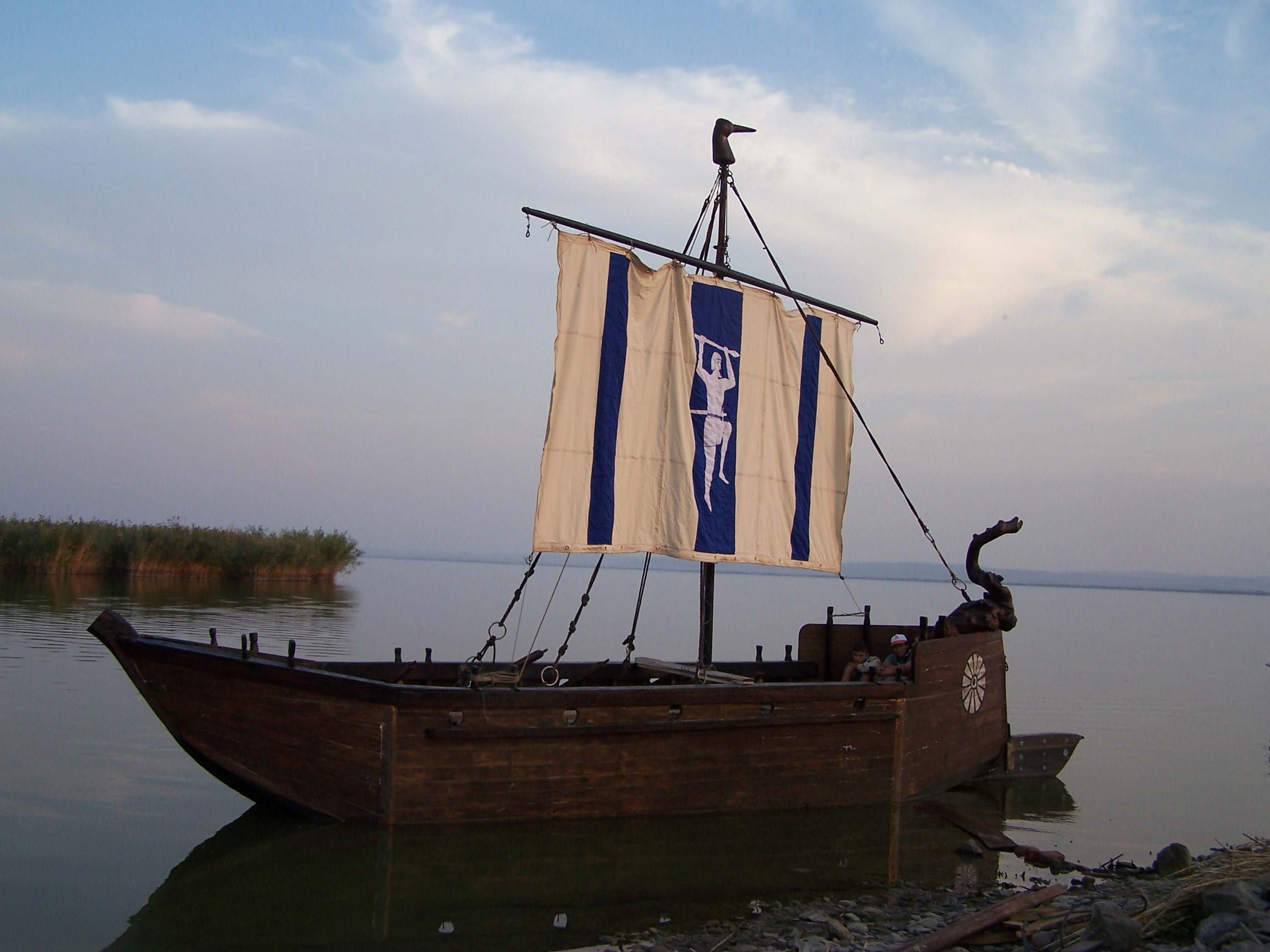
«Кадм» - реконструкция корабля Крито-микенской цивилизации.
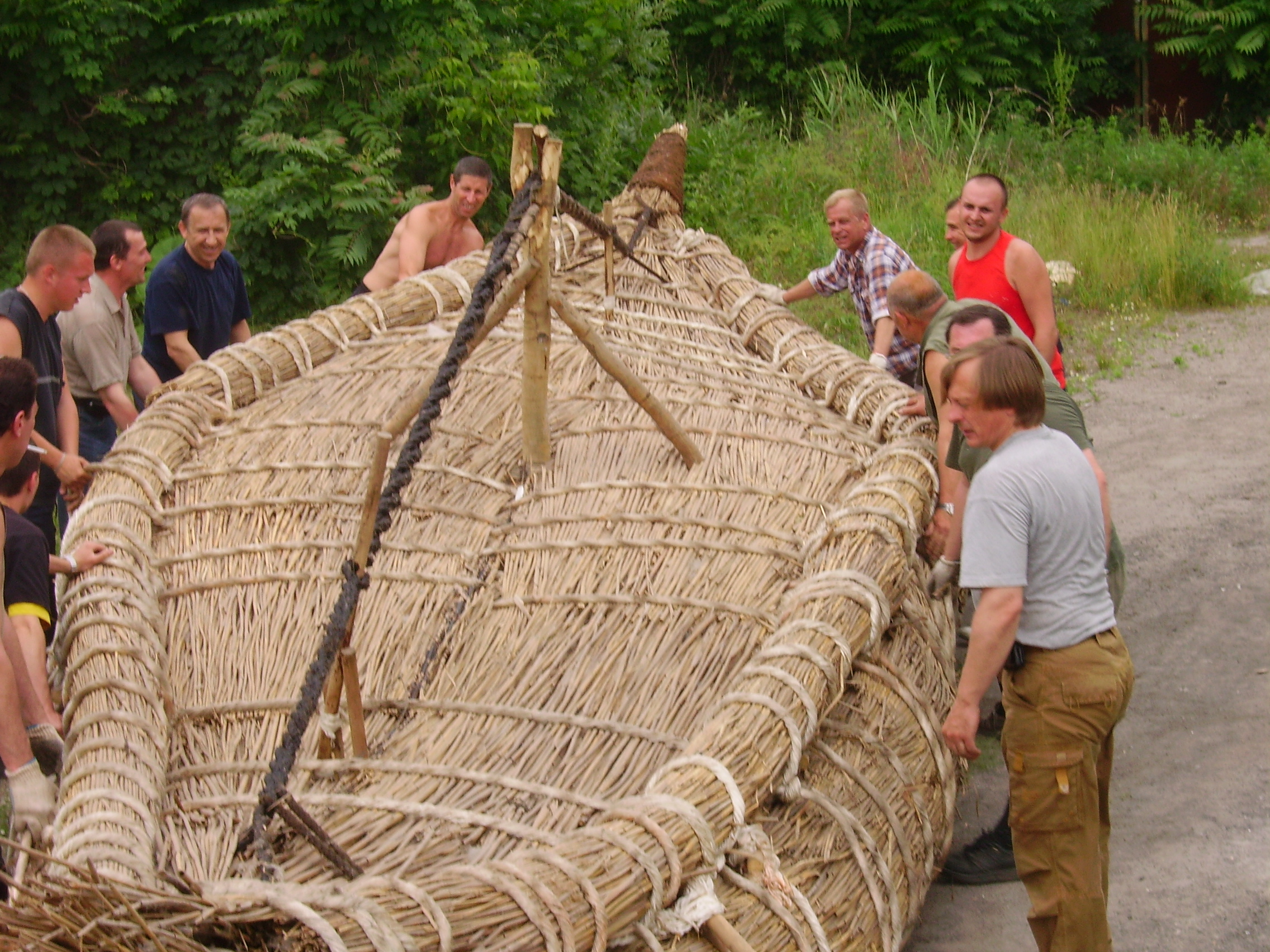
Изготовление тростниковой лодки «Фера».
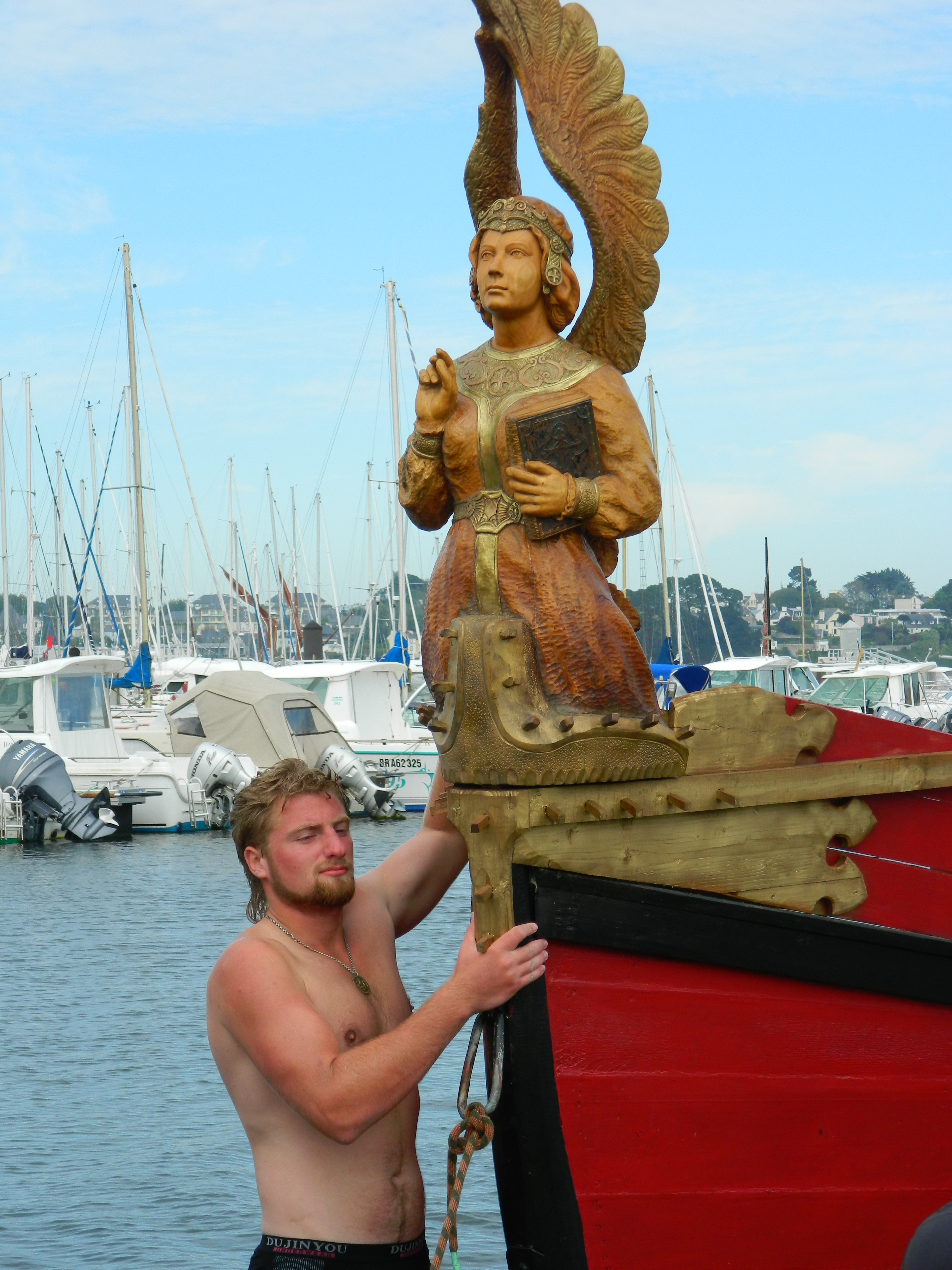
Древнерусская ладья «Анна Ярославна». Носовая фигура, автор Игорь Ивченко.
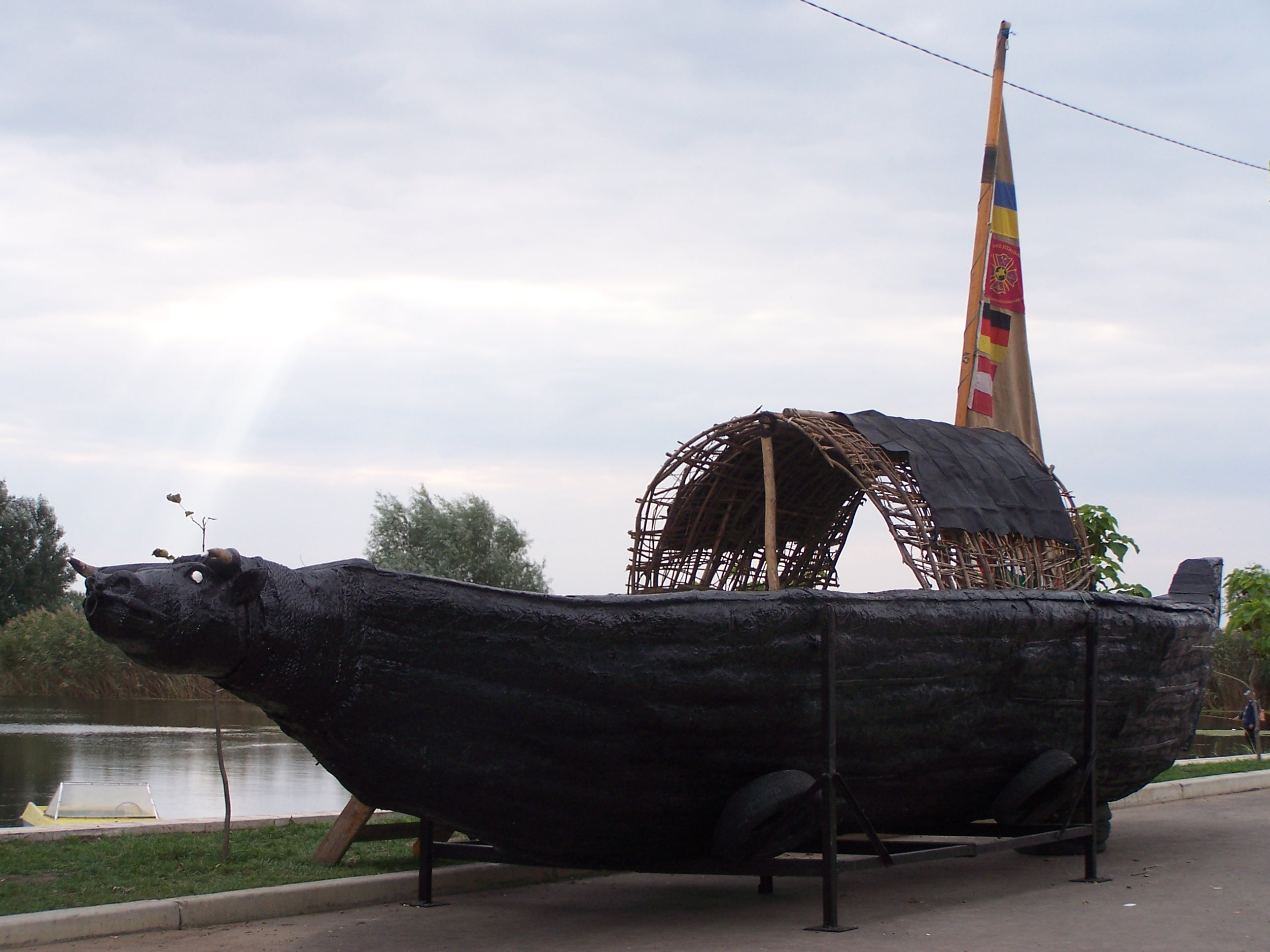
Реконструкция каркасной лодки Черноморско-Азовского региона «Меотида».
«Мелькарт» – Реконструкция финикийского торгового судна.
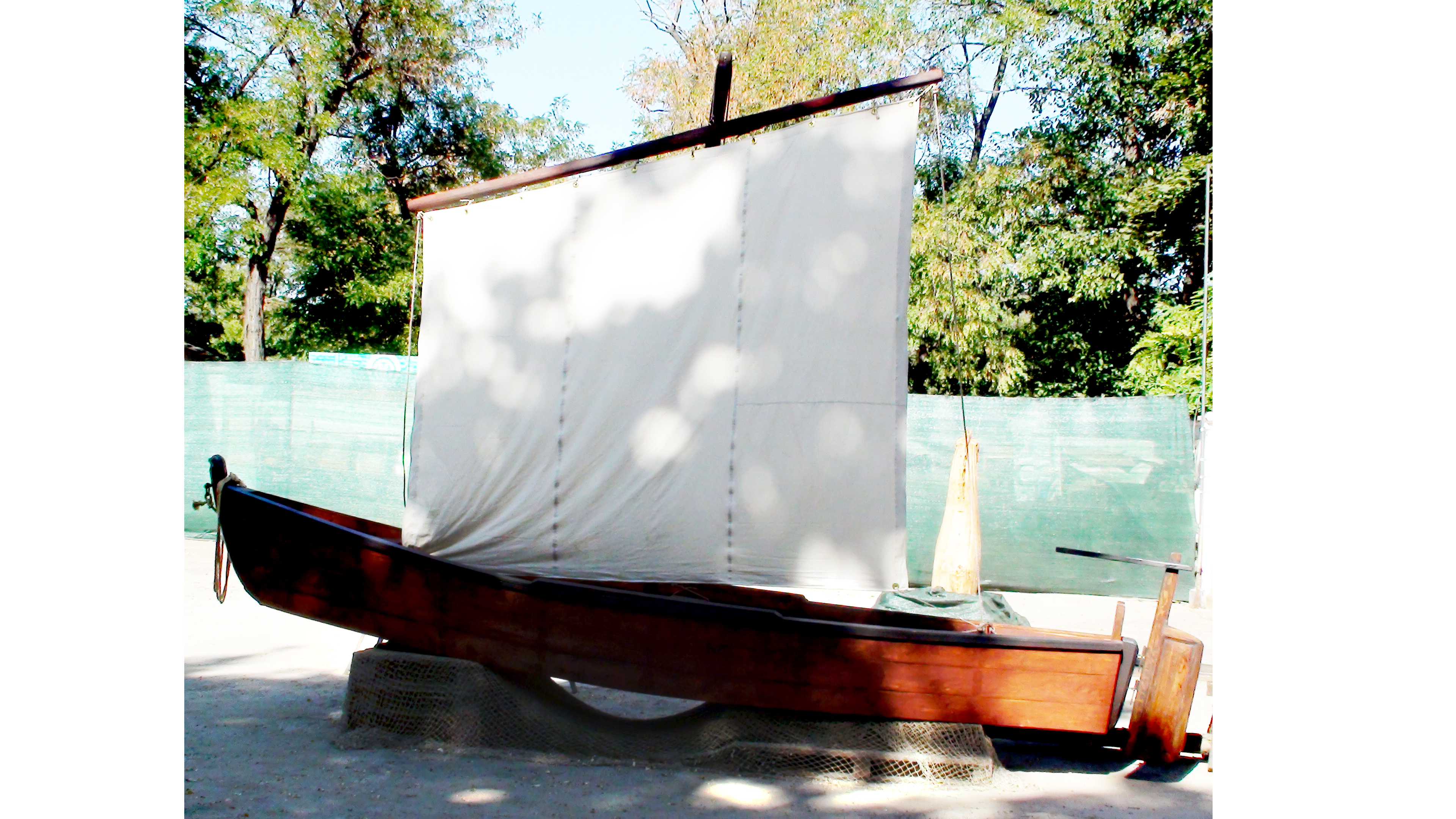
Полномасштабная реплика легендарной одесской шаланды.
Процесс смоления корзины для плавания «Тигр». Подобные плавсредства использовались в Древней Месопотамии для ловли рыбы и перевозки грузов через реки.
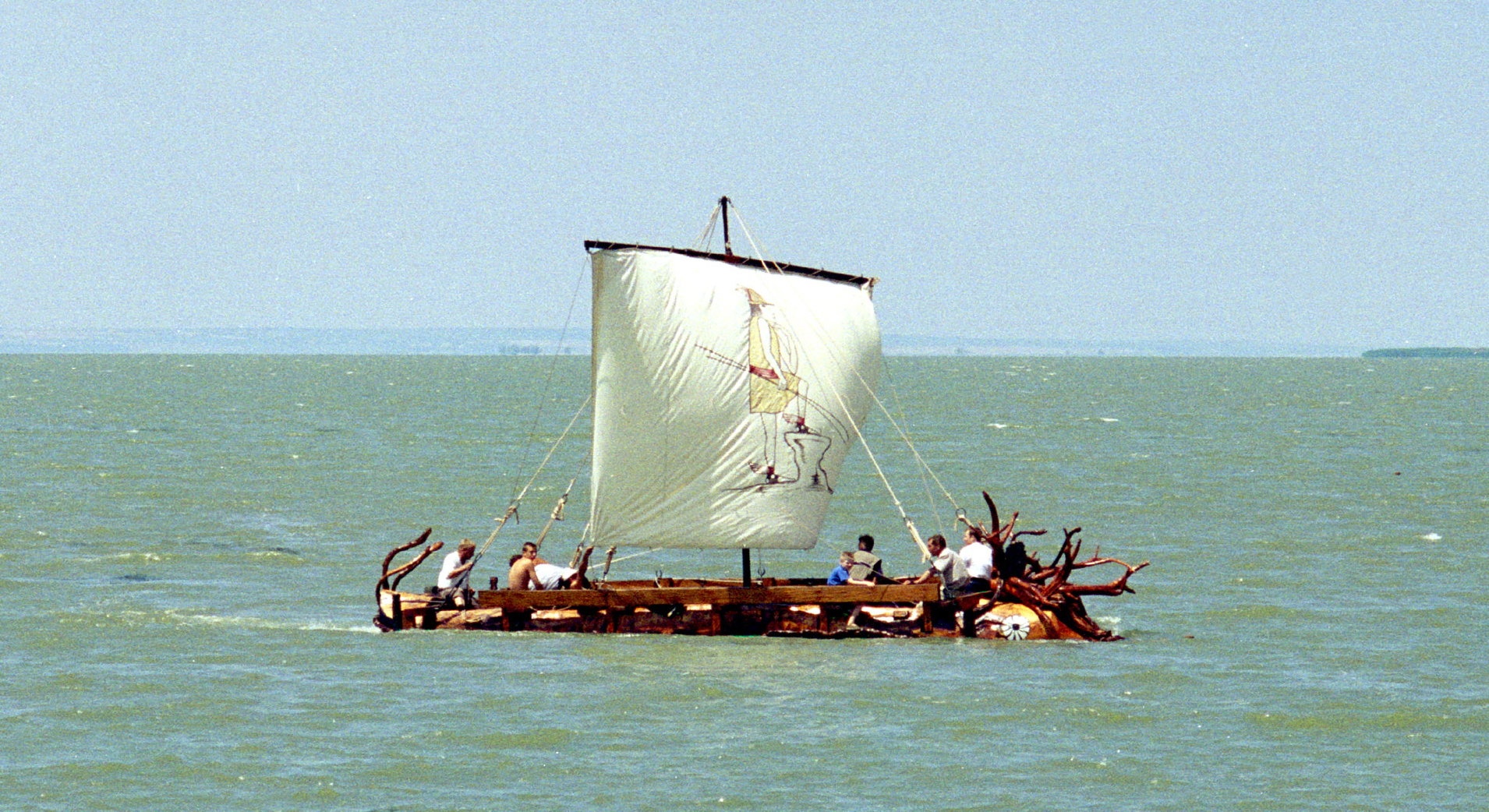
Реконструкция однодеревого челна. «Персей».
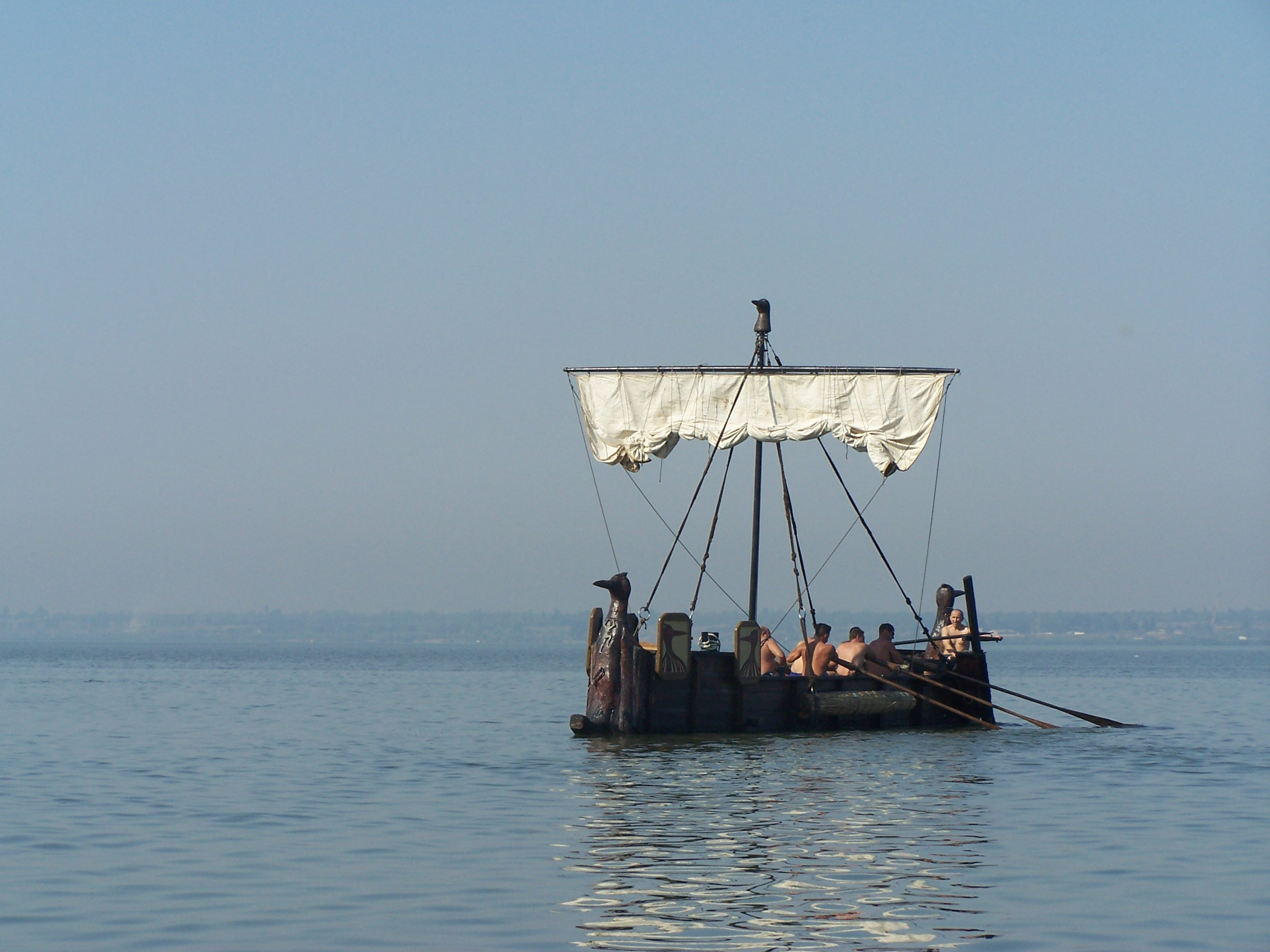
Реконструкция архаичного корабля народов моря «Одиссей».
Попутный ветер был родной стихией для античных судов. «Мелькарт» в Атлантике 2000-й год.